# بالاگاچ-کول
بالاگاچ-کول (انگلیسی: Balagach-Kul) یک شهرک در شهرستان تویمازینسکی استان باشقیرستان کشور روسیه است.